# Jean Wade Rindlaub
Jean Wade Rindlaub, född 9 februari 1904 i Lancaster i Pennsylvania, död 19 december 1991, amerikansk reklamare och en av de första kvinnorna som blev chef på en av de stora reklambyråerna. 
Jean Wade Rindlaub började karriären som sekreterare men blev efterhand copywriter. 1930 flyttade hon till New York och gifte sig med Willard W. Rindlaub. Han började arbeta på Batten, Barton, Durstine & Osborn (BBDO). På BBDO började hon som sekreterare men avancerade snabbt till copywriter som expert på "det kvinnliga perspektivet". Hon kom att genomföra marknadsundersökningar. Rindlaub arbetade på konton inom branscher som livsmedel, kosmetika och kläder. Hon arbetade med kampanjer för Campbell Soup Company, General Mills och United Fruit Company. 1944 blev hon vicechef för BBDO, den första kvinnan på posten och 1954 valdes hon in i styrelsen. Efter andra världskriget specialiserade hon sig på livsmedelsreklam och grundade BBDO:s provkök för att ta fram recept och nya produkter för General Mills och United Fruit.